# Orden der Goldenen Arche

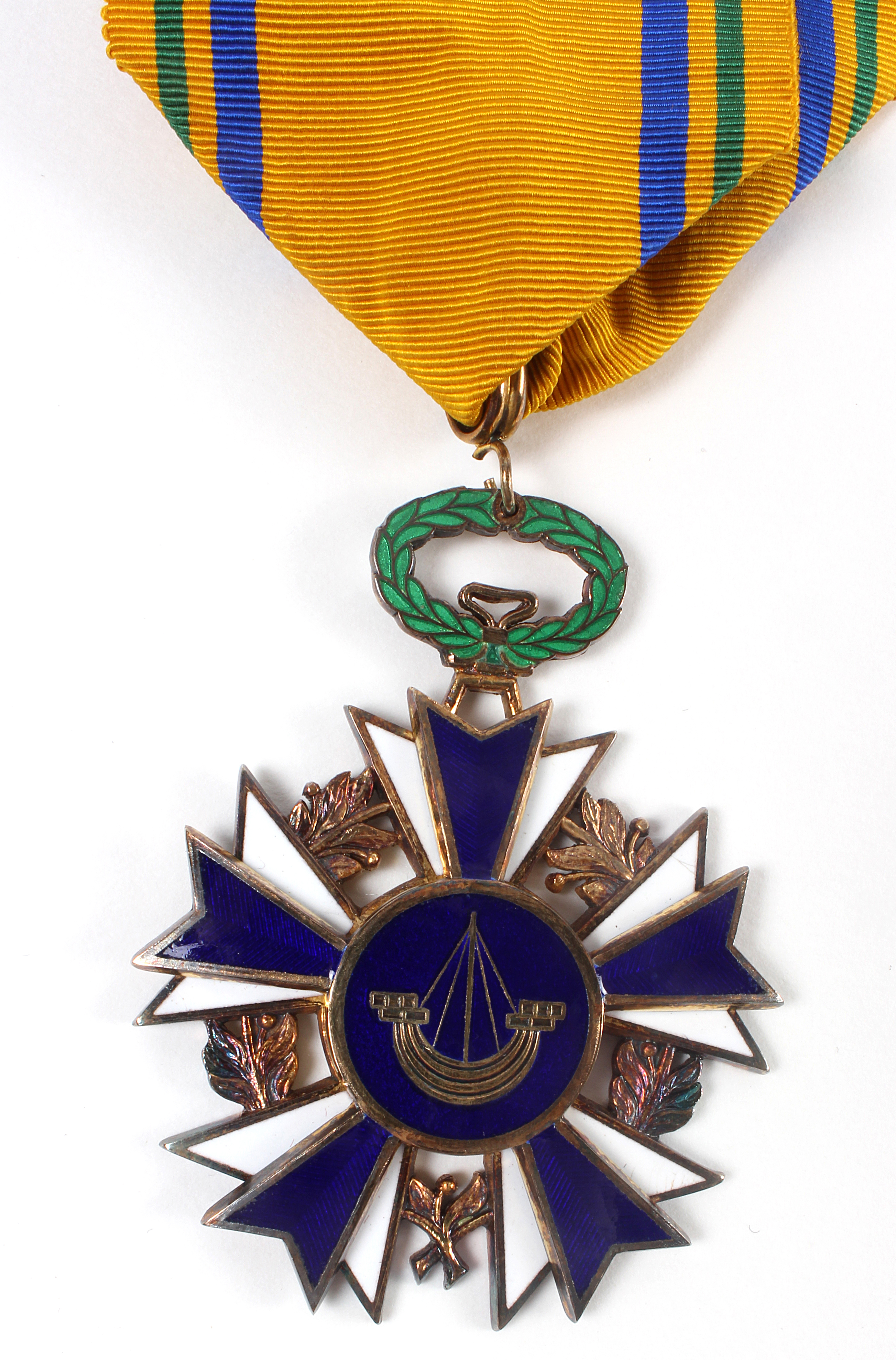
Orden der Golden Arche

Der Orden der Goldenen Arche (niederländisch: Orde van de Gouden Ark; international Order of the Golden Ark oder Golden Ark Award) ist ein Orden, der vom niederländischen Königshaus an Naturschützer verliehen wird. Prinz Bernhard stiftete den Orden 1971 als Präsident des WWF.
Der Orden besteht aus den drei Klassen Komtur, Offizier und Ritter.

## Preisträger
- Petra Deimer, 2001[1]